# Paoline Salagnac
Paoline Charlotte Salagnac (Tulle, 13 marzo 1984) è un'ex cestista francese.

## Carriera
Con la Francia ha disputato i Campionati mondiali del 2014 e i Campionati europei del 2015.